# Ingrid Dalunde
Ingrid Dalunde, född Jonsson 17 november 1924 i Stugun, Jämtland, död 24 april 2014 i Nordingrå, var en svensk tv-medarbetare och filmproducent. Hon arbetade vid Sveriges Television under pionjäråren på 1960-talet, varefter hon på 1970-talet gick över till filmbranschen.

## Biografi
Ingrid Dalunde växte upp i Stugun, Jämtland. Hon gifte sig 1953 med filmfotografen Bengt Dalunde. Ingrid Dalunde började på TV under 1960-talet och knöts till sektionen hem- och familj med konsumentupplysning för vilken Ingrid Samuelsson var chef. Bland annat  arbetade hon med konsumentmagasinen Vara i brännpunkt (1965–66) och Veta – Välja (1967) tillsammans med Maria Olbe som var programredaktör. Hon var även medarbetare till Elsa Lindström på Husmors filmer.
På 1970-talet rekryterades hon till filmbranschen, men arbetade även där på produktioner för SVT som exempelvis julkalendern 1986, Julpussar och stjärnsmällar, för vilken hon var projektledare.
Ingrid Dalunde är begravd på Skogskyrkogården i Stockholm. Hon var farmor till MP-politikern Jakop Dalunde.

## Filmografi
Filmuppgifterna är samtliga hämtade från Svensk Filmdatabas.
| År   | Film                                | Insats            |
| ---- | ----------------------------------- | ----------------- |
| 1956 | Sista natten                        | Smink             |
| 1968 | Husmorsfilmer                       | Roll              |
| 1973 | Emil och griseknoen                 | Regiassistent     |
| 1976 | Mina drömmars stad                  | Klädassistent     |
| 1978 | Peters baby                         | Projektledare     |
| 1979 | Du är inte klok Madicken            | Övrig medarbetare |
| 1983 | Den tredje lyckan                   | Projektledare     |
| 1989 | Den nervöse mannen                  | Producent         |
| 1989 | Peter och Petra                     | Producent         |
| 1990 | Nils Karlsson Pyssling              | Producent         |
| 1991 | Agnes Cecilia – en sällsam historia | Producent         |
| 2005 | Miraklet i Småland                  | Producent         |
| 2002 | Ollebom                             | Roll              |